# John Russell Hind
John Russell Hind (12 mai 1823 - 22 décembre 1895) est un astronome britannique.

## Biographie
Il commence sa carrière à l'observatoire royal de Greenwich avec George Airy. Plus tard il succède à William Rutter Dawes comme directeur de l'observatoire privé de George Bishop (en). En 1853 il devient directeur de publication du Nautical Almanac jusqu'en 1891.
Il est célèbre pour sa découverte de 10 astéroïdes, le premier, (7) Iris, le 13 août 1847 et le dernier, (30) Uranie, le 22 juillet 1854. Il découvre et étudie les étoiles variables R Leporis (étoile cramoisie de Hind), U Geminorum, T Tauri (nébuleuse variable de Hind) et découvre la variabilité de µ Cephei. Il a aussi découvert la nova V841 Ophiuchi en 1848, la première nova des temps modernes depuis la supernova SN 1604.
Le nom qu'il a donné à l'astéroïde (12) Victoria a causé une controverse. À cette époque, les noms d'astéroïdes étaient supposés ne pas dériver du nom de personnes vivantes. Il argumente que ce nom est une référence à Victoria, déesse de la victoire pour les Romains, et non pas du nom de la reine Victoria.
Il est lauréat de la médaille d'or de la Royal Astronomical Society en 1853 et de la médaille royale en 1855. Un cratère (en) sur la Lune ainsi que l'astéroïde (1897) Hind portent son nom.
Quelques sources modernes[Lesquelles ?] écrivent son nom « John Russel Hind » avec un seul « L » ; toutefois les journaux britanniques d'astronomie de l'époque utilisent la graphie avec deux « L »[réf. nécessaire].
| (7) Iris       | 13 août 1847      |
| (8) Flore      | 18 octobre 1847   |
| (12) Victoria  | 13 septembre 1850 |
| (14) Irène     | 19 mai 1851       |
| (18) Melpomène | 24 juin 1852      |
| (19) Fortune   | 22 août 1852      |
| (22) Calliope  | 16 novembre 1852  |
| (23) Thalie    | 15 décembre 1852  |
| (27) Euterpe   | 8 novembre 1853   |
| (30) Uranie    | 22 juillet 1854   |